# Droga wojewódzka nr 394
Droga wojewódzka nr 394 (DW394) – droga wojewódzka ciągnąca się w całości przez teren miasta i gminy Solec Kujawski w powiecie bydgoskim w woj. kujawsko-pomorskim. Jej długość wynosi 10,601 km, natomiast jej powierzchnia – 71 600 m²

## Przebieg trasy
DW394 rozpoczyna swój bieg w Przyłubiu na skrzyżowaniu z DK10. Następnie biegnie ul. Toruńską. Mniej więcej 6 km od Przyłubia przecina ją przejazd kolejowy (linia kolejowa do zakładów Solbet). DW394 w centrum miasta wbiega w ul. Wolności, przechodzi przez północną część soleckiego Rynku (Plac Jana Pawła II) i biegnie wzdłuż ul. Kościuszki. Następnie skręca w krótki odcinek ul. Żeglarskiej (wspólny z DW249) i dalej biegnie ul. Bydgoską w kierunku Otorowa i Bydgoszczy. We wsi Otorowo jej bieg się kończy na skrzyżowaniu z drogą powiatową nr 01546C (Bydgoszcz – Łęgowo – Otorowo – Solec Kujawski), biegnącą w kierunku Bydgoszczy i DW397, która biegnie w kierunku DK10.
Początkowe odcinki DW394 przebiegają przez lasy. Wzdłuż niej, w okolicach Przyłubia znajduje się nieliczna zabudowa wiejska. Przy DW394 w granicach miasta sieć osadnicza jest bardzo rozwinięta, o czym świadczy m.in.:
- Osiedle Toruńskie – duży kompleks bloków mieszkalnych w bezpośrednim sąsiedztwie z DW394
- sieć domków jednorodzinnych wzdłuż dalszej części ul. Toruńskiej
- zabytkowe zabudowania mieszkalne i sklepy przy ul. Wolności i na Placu Jana Pawła II

Przy ul. Kościuszki znajduje się najstarsza szkoła w Solcu Kujawskim – Szkoła Podstawowa nr 1 im. 1 Dywizji Piechoty im. Tadeusza Kościuszki. Dalsza część drogi wojewódzkiej (ul. Bydgoska za zabudowaniami domków jednorodzinnych znajdujących się w pobliżu ul. Żeglarskiej) przebiega w lesie i na terenie niezabudowanym. W Otorowie znajduje się zabudowa wiejska.
Warto poza tym wspomnieć również o tym, że przy DW394 znajduje się największe przedsiębiorstwo w gminie – Solbet. Mieści się ono na obrzeżach miasta, w okolicach wjazdu do niego od strony Torunia.

## Miejscowości leżące przy trasie DW394
- Przyłubie
- Solec Kujawski
- Otorowo

## Galeria

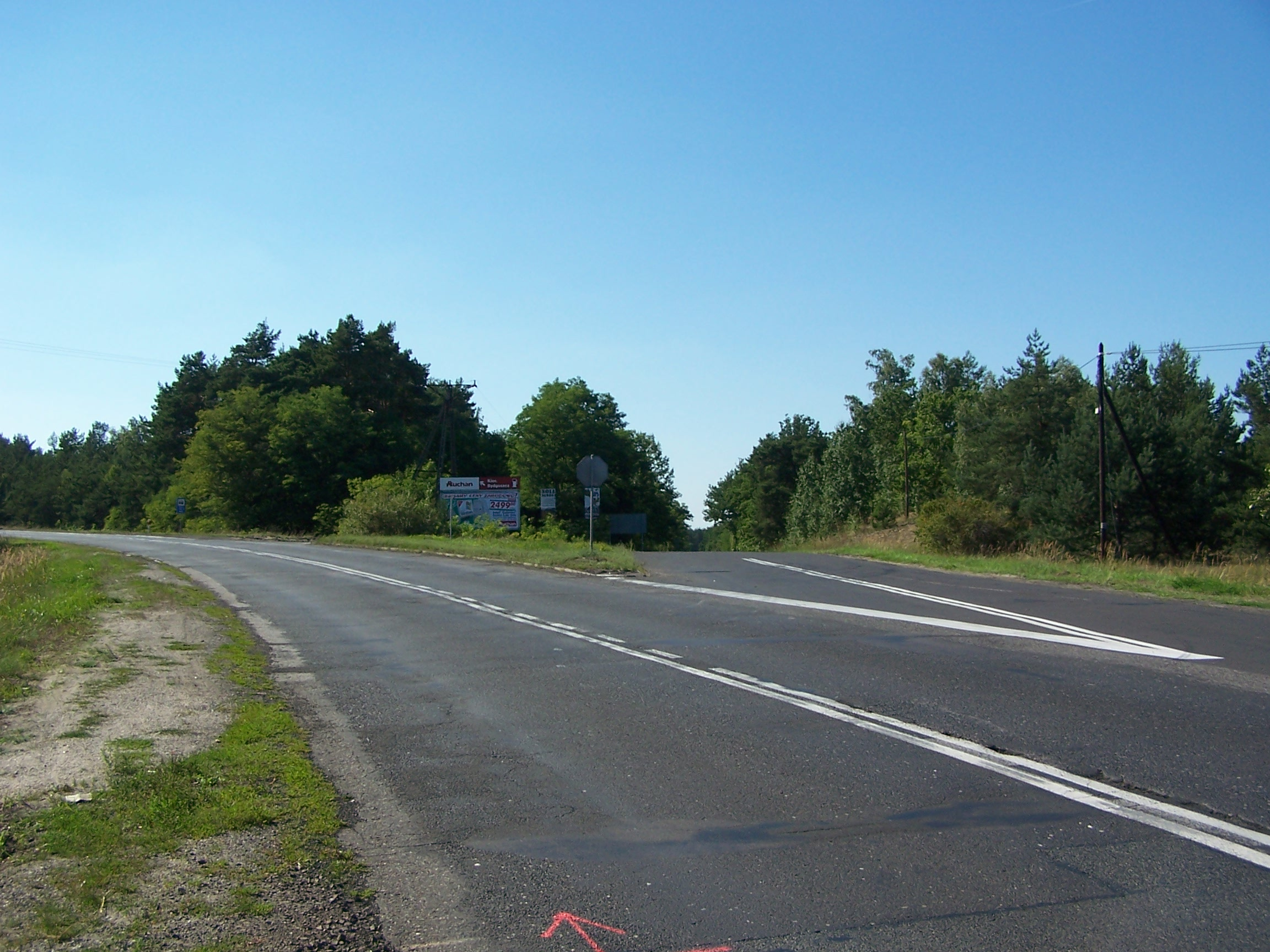
DW394 – zjazd z DK10 na drogę wojewódzką
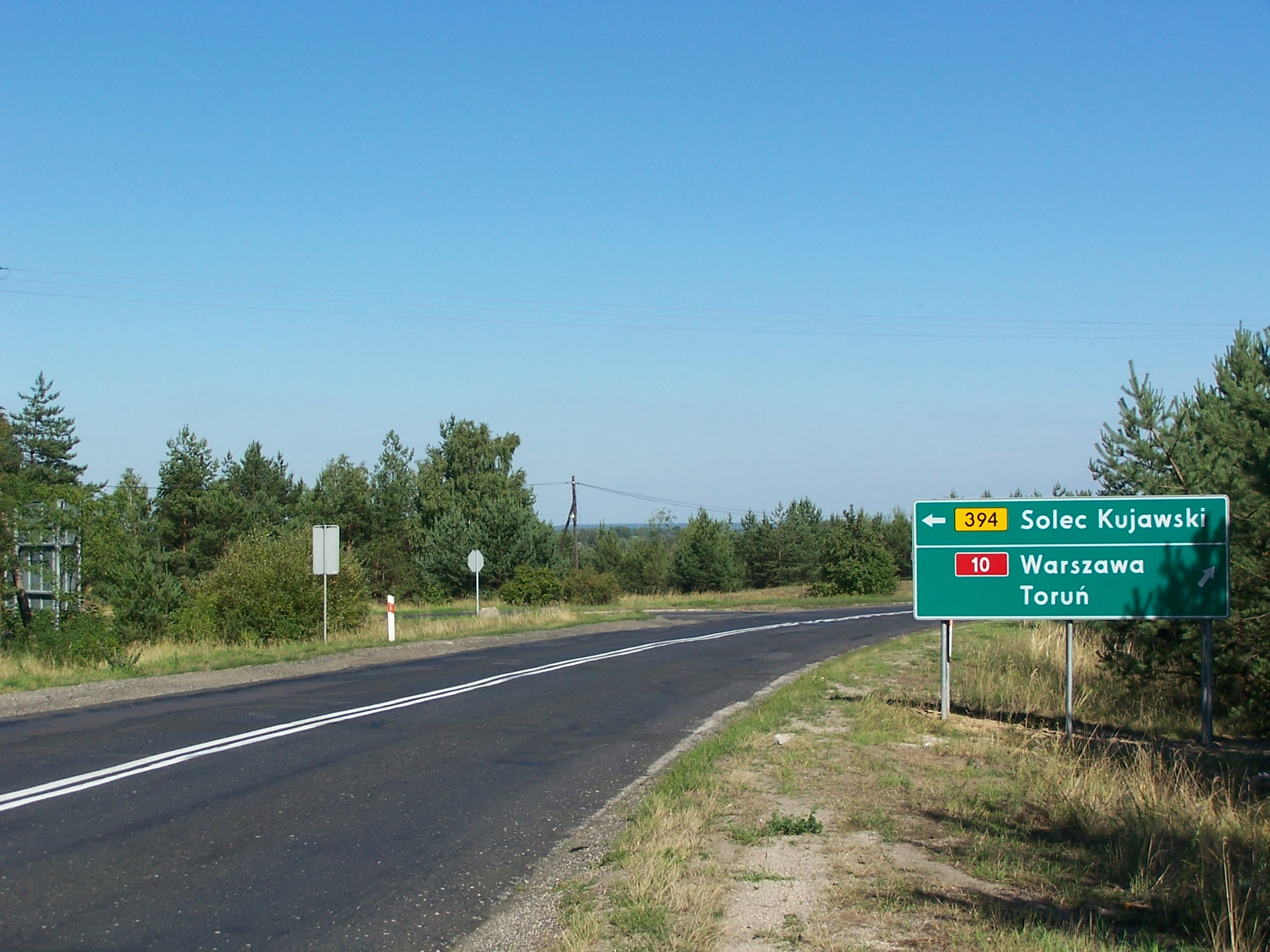
DW394 – początek drogi na skrzyżowaniu z DK10
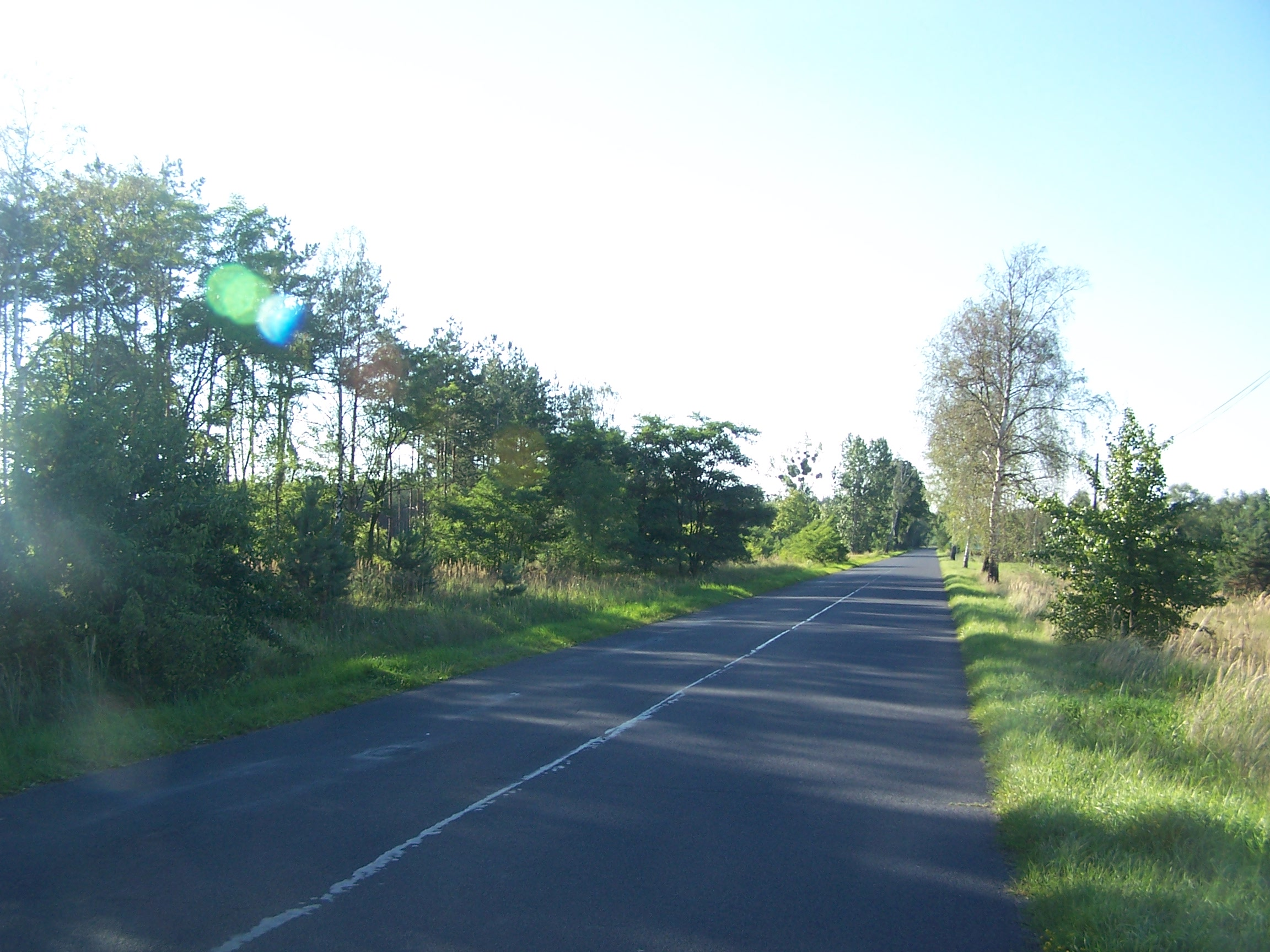
DW394 przed początkiem miasta Solec Kujawski
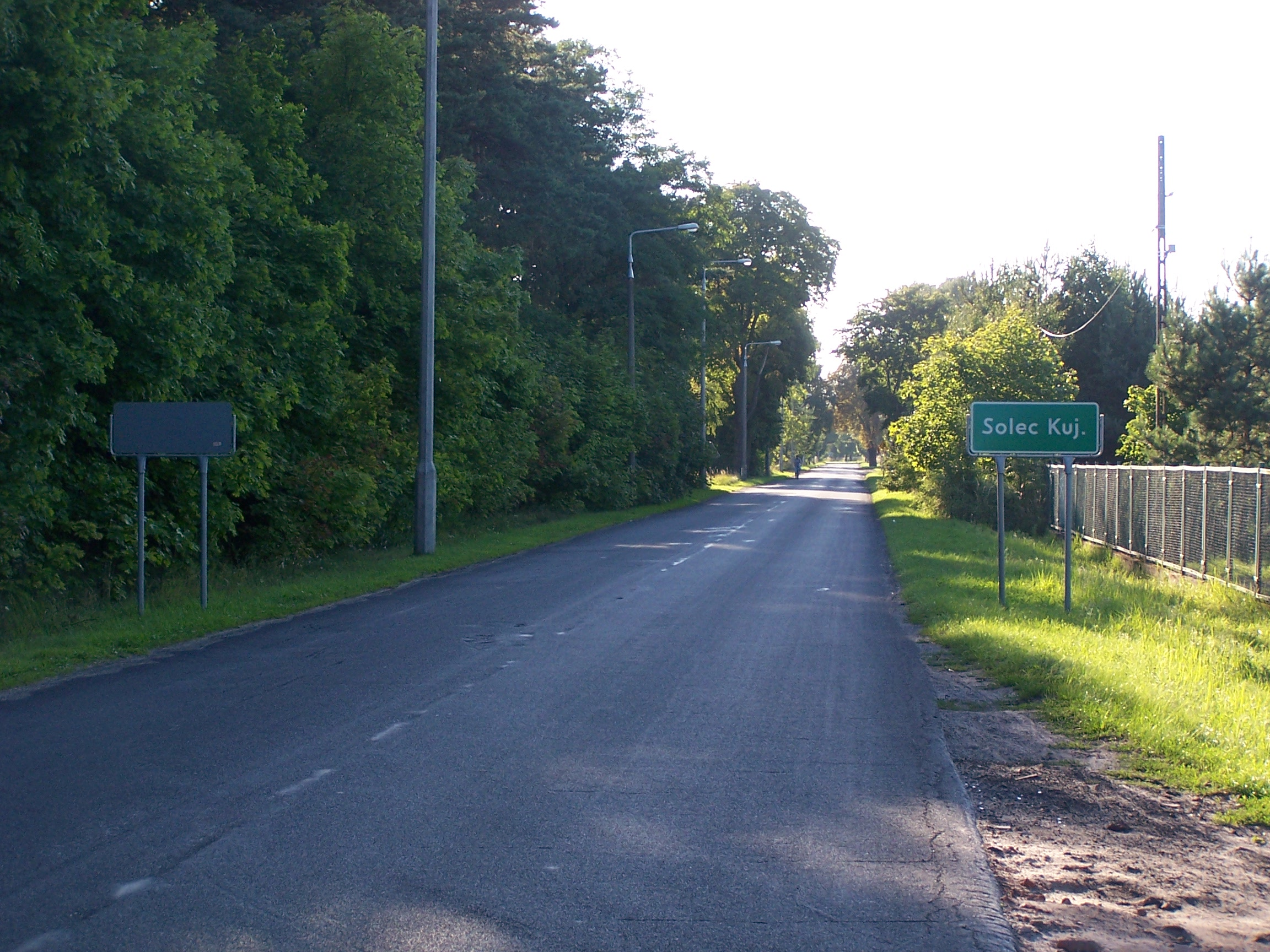
DW394 – wjazd do miasta od strony Torunia
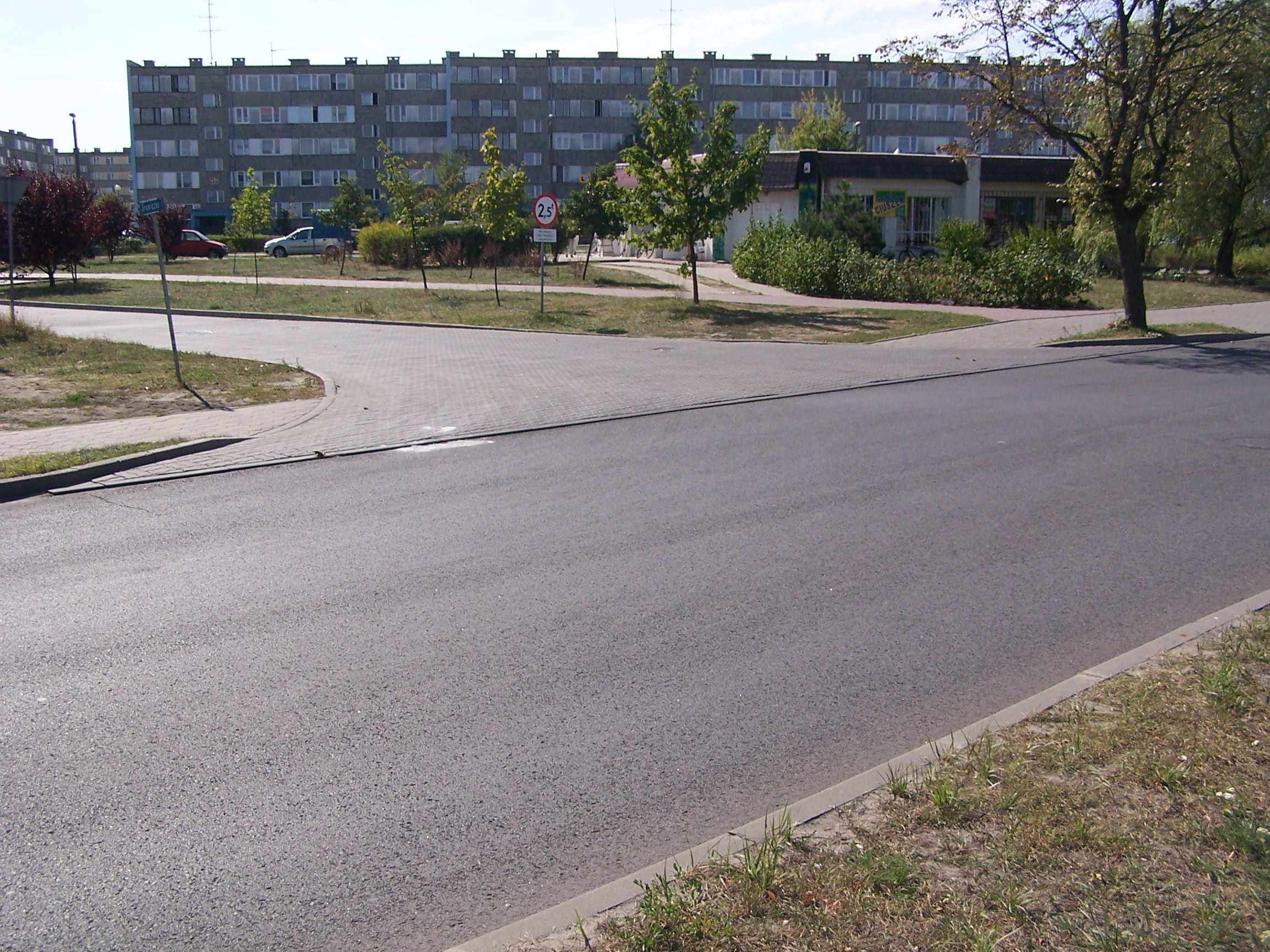
DW394 – Osiedle Toruńskie
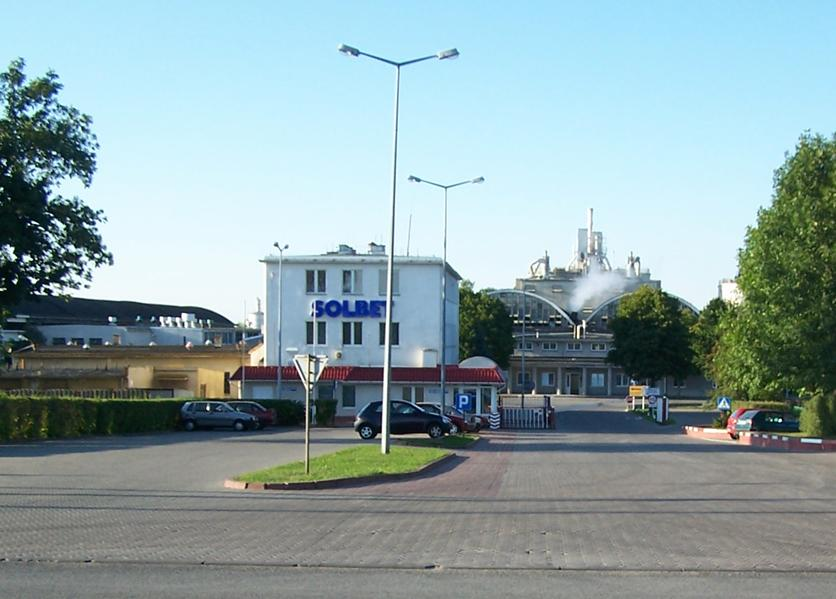
Solbet przy DW394